# Devin the Dude
Devin the Dude (født Devin Copeland d. 4. juni 1970 i Florida) har arbejdet sammen med navne som Dr. Dre, Nas, Scarface og Xzibit. Han er blevet sammenlignet med Too $hort og Slick Rick[kilde mangler] selv om han har sin egen stil, der portrætterer en sydstats-alfons, hvis numre hylder "de fine ting i livet": wine, woman & weed – eller vin, kvinder og hash.
Devin the Dude blev født i Florida, men flyttede senere til Texas, hvor han som barn pendlede mellem New Boston og Houston. Til sidst slog han sig ned i Houston, hvor han sammen med den blinde rapper og producer Rob Quest dannede gruppen Coughee Brothers. En gruppe, der senere optog yderligere to medlemmer og ændrede navn til The Odd Squad.
I 1992 fik gruppen en kontrakt med Geto Boys-selskabet Rap-a-Lot Records, der i 1994 udgav albummet Fadanuf Fa Erybody, der dog ikke helt opnåede den forventede kommercielle succes.[kilde mangler] Scarface (fra Geto Boys) havde dog lagt mærke til Devin, der derfor blev en del af den nydannede gruppe Facemob. Denne gruppe slog dog heller ikke rigtig igennem på de to albums de nåede at udsende inden de blev opløst.
I 1998 udsendte Devin the Dude sit første soloalbum, The Dude, der blev en stor succes i undergrunden.[kilde mangler]
Dr. Dre, der havde hørt Devin bad ham medvirke på albummet 2001. Hans gennembrud kom med nummeret Fuck You og skabte stor interesse blandt andre kunstnere for indspilningerne til Just Tryin' Ta Live.[kilde mangler] Selv om størstedelen af numrene blev indspillet med Dre, DJ Premier, Nas og Xzibit blev der også indspillet et par numre sammen med de gamle venner fra The Odd Squad.
I 2004 udsendte Devin the Dude albummet To Tha X-Treme, der var en tilbagevenden til det gamle tema: wine, women and weed.
Efter en række koncerter i Danmark udsendte Devin the Dude i 2007 sit fjerde album Waiting to Inhale, igen over samme tema

## Diskografi

### Solo
| The Dude - Released: June 16, 1998 - Billboard 200: #177 - R&B/Hip-Hop: #27              |
| Just Tryin' ta Live - Released: January 29, 2002 - Billboard 200: #61 - R&B/Hip-Hop: #11 |
| To tha X-Treme - Released: July 13, 2004 - Billboard 200: #55 - R&B/Hip-Hop: #6          |
| Waitin' to Inhale - Released: March 13, 2007 - Billboard 200: #30 - R&B/Hip-Hop: #9      |
| Landing Gear - Released: October 7, 2008 - Billboard 200: #47 - R&B/Hip-Hop: #9          |
| Suite 420 - Released: April 20, 2010 - Billboard 200: #88 - R&B/Hip-Hop: #9              |
| Gotta Be Me - Released: November 2, 2010 - Billboard 200: - R&B/Hip-Hop:                 |

### Kompileringer
| Waitin' Our Turn - Released: August 21, 2007 - Billboard 200: - - R&B/Hip-Hop: #72     |
| Smoke Sessions, Vol. 1 - Released: April 1, 2008 - Billboard 200: - - R&B/Hip-Hop: #83 |
| Greatest Hits - Released: May 13, 2008 - Billboard 200: - - R&B/Hip-Hop: #66           |
| Hi Life - Released: October 7, 2008 - Billboard 200: - - R&B/Hip-Hop: #29              |